# Triumph (zespół muzyczny)
Triumph – kanadyjski zespół rockowy, funkcjonujący w latach 1975–1993.

## Historia
Zespół został założony w 1975 roku w Toronto przez Rika Emmetta (gitara, wokal), Gila Moore’a (perkusja, wokal) i Mike’a Levine’a (bas, klawisze). Muzycy ci wcześniej przypadkowo spotkali się podczas zbiorowego jam session. Inspirację dla powstania Triumph stanowił Rush. Muzycy podpisali kontrakt z niezależną wytwórnią Attic i w 1976 roku wydali swój pierwszy album, Triumph. Nie odniósł on sukcesu komercyjnego, ale często był odtwarzany w rozgłośni z San Antonio, dzięki czemu grupa zyskała lokalną popularność w Teksasie. Dzięki temu nowym wydawcą został RCA, który wznowił pierwszy album oraz wydał w 1977 roku Rock & Roll Machine. Na tym wydawnictwie znalazła się piosenka „Rocky Mountain Way”, będąca coverem utworu Joe Walsha, która dostała się na kanadyjską listę przebojów. W tym czasie zespół rozpoczął udzielanie charakterystycznych koncertów, opartych na pirotechnice i skomplikowanym pokazie świetlnym.
Wydany w 1979 roku album Just a Game był komercyjnym przełomem dla zespołu, jako że pochodząca z niego piosenka „Hold On” dostała się do pierwszej czterdziestki listy Hot 100, ponadto popularność odniósł także „Lay It On the Line”. Sam album natomiast uzyskał status złotej płyty. Allied Forces z 1981 roku uzyskał natomiast status platynowej płyty, zajmując ponadto 23. miejsce na liście Billboard 200.
Po opublikowaniu albumu Never Surrender RCA zakończył współpracę z Triumph, a nowym wydawnictwem został MCA. Pierwszym albumem wydanym przez MCA był Thunder Seven, którego producentem był Eddie Kramer, wcześniej pracujący z Led Zeppelin, The Beatles, Jimim Hendrixem czy Kiss. Płyta osiągnęła status złotej. Pochodząca z albumu The Sport of Kings (1986) piosenka „Somebody's Out There” zajęła 27. miejsce na liście Hot 100, stając się najwyżej notowanym utworem Triumph na tej liście.
W 1988 roku Emmett opuścił grupę, aby rozpocząć karierę solową. Były członek Thin Lizzy i Whitesnake, John Sykes, odrzucił propozycję dołączenia do zespołu, więc nowym muzykiem został Phil X, który współpracował m.in. z Aldo Novą. Z nowym członkiem Triumph nagrał jedynie album Edge of Excess, zanim w 1993 roku rozpadł się.
W 2008 roku zespół został wcielony do Canadian Music Hall of Fame, udzielając z tej okazji koncertu w oryginalnym składzie. W 2019 roku udzielono jednorazowego koncertu w Mississaudze.

## Skład zespołu
- Mike Levine – gitara basowa, instrumenty klawiszowe (1975–1993)
- Gil Moore – perkusja, wokal (1975–1993)
- Rik Emmett – gitary, gitara basowa, instrumenty klawiszowe, wokal (1975–1988)
- Phil X – gitary (1988–1993)

## Dyskografia

### Albumy studyjne
- Triumph (1976)
- Rock & Roll Machine (1977)
- Just a Game (1979)
- Progressions of Power (1980)
- Allied Forces (1981)
- Never Surrender (1982)
- Thunder Seven (1984)
- The Sport of Kings (1986)
- Surveillance (1987)
- Edge of Excess (1992)

### Albumy koncertowe
- Stages (1985)
- King Biscuit Flower Hour (1996)
- Live at the US Festival (2003)
- Live at Sweden Rock Festival (2012)

### Albumy wideo
- Live at the US Festival (2003)
- A Night of Triumph (2004)
- Live at Sweden Rock Festival (2012)

### Kompilacje
- Classics (1989)
- Livin' For the Weekend: Anthology (2005)
- Extended Versions: Triumph (2006)
- Greatest Hits Remixed (2010)